# Ismail Khan
Mohammad Ismail Khan (en persa: محمد اسماعیل خان‎ (n. en 1946) es un político afgano, quién ejerció como ministro de Agua y Energía entre 2005 y 2013. Anteriormente fue gobernador de la Provincia de Herat. Es ampliamente conocido como un "señor de la guerra" debido a su ascenso al poder durante guerra soviético-afgana cuándo controlaba un enorme ejército muyahidín, conformado principalmente con sus seguidores tayikos del oeste del país. Es un miembro clave  del partido político Jamiat-e Islami y fue militante del ya extinto partido político Frente Nacional Unido.

## Primeros años y ascenso al poder
Khan nació probablemente en 1946 en el distrito de Shindand en la provincia de Herat, Afganistán. Su familia son étnicamente tayikos del barrio de Chahar-Mahal de Shindand.
Hacia inicios de 1979, Ismail Khan era capitán del Ejército Nacional Afgano, establecido en la ciudad occidental de Herat. En los primeros días del mes de marzo, hubo una protesta en frente del palacio del gobernador comunista, en rechazo a los arrestos y ejecuciones que se estaban llevando a cabo en las zonas rurales del país. Las tropas del gobernador abrieron fuego contra los manifestantes, por lo que estos últimos proceden a irrumpir el palacio, y atacar a los asesores del régimen comunista. La guarnición de Herat realizó un motín y se unió a la rebelión, en la que tanto Khan como otros oficiales distribuyeron todas las armas disponibles a los insurgentes. Cientos de trabajadores civiles y personas que no vestían ropas tradicionales musulmanas, fueron asesinados por los rebeldes. Luego atacaron a una guarnición de asesores soviéticos, en la que todos los miembros (asesores del gobierno y sus familias) fueron masacradas. La turba rebelde decapitaron a las víctimas y las ensartaron en picas, las cuales fueron desfiladas por toda Herat. Ante este incidente, el gobierno dirigido por Nur Mohammed Taraki bombardeó la ciudad con el apoyo de la Unión Soviética, donde murieron más de 24 000 personas en menos de una semana. Este acontecimiento marcó el punto de inicio que condujo a la intervención militar soviética en Afganistán en diciembre de 1979. Ismail Khan huyó al campo, en donde comenzó a reunir un ejército rebelde local.
Durante la guerra, se convirtió en líder del comando occidental del Jamiati Islami de Burhanuddin Rabbani, el partido político asociado a su rama homónima en Pakistán. Junto con Ahmad Shah Masud, fue uno de los dirigentes muyahidínes más respetados. En 1992, dos años después de la retirada soviética de Afganistán, los muyahidínes tomaron el control de Herat, y Khan fue nombrado gobernador de esta.

### Huyendo a Irán
En 1995, defendió exitosamente su provincia contra la los talibanes, en cooperación con el ministro de Defensa Ahmad Shah Masud. Incluso intentó atacar el bastión talibán de Kandahar, pero el ataque falló. Más tarde en septiembre, un aliado del Jamiat, el general uzbeko Abdul Rashid Dostum se pasó al bando enemigo e invadió Herat. Khan se vio forzado a huir en la vecina Irán, junto con 8 000 hombres, y los talibanes tomaron la provincia de Herat.
Dos años después, mientras organizaba la oposición de los talibanes en el territorio de Faryab, Khan fue traicionado y capturado por Abdul Majid Rouzi quién había desertado al bando talibán junto con Abdul Malik Pahlawan, quién en entonces era uno de los asesores de Dostum. Luego, en marzo de 1999, fugó de la prisión de Kandahar donde estaba detenido. Durante la intervención de EE. UU. en Afganistán,  luchó contra los talibanes dentro del Frente Islámico Unido para la Salvación de Afganistán (Alianza del Norte) y así recuperó su cargo como gobernador de la provincia de Herat, después de haber obtenido la victoria en diciembre de 2001.

## Administración Karzai y regreso a Afganistán
Tras su regreso a Herat, Ismail Khan consolidó rápidamente su control sobre la región. Logró controlar la ciudad desde el ulema local, y rápidamente estableció el control de la ruta comercial entre Herat e Irán, generando una gran fuente de ingresos.  Como Emir de Herat, Ismail Khan ejerció una gran autonomía, proporcionando bienestar social para sus habitantes, expandiendo su poder hacia las provincias vecinas, y estableciendo contacto directo con el extranjero.  A pesar de que era odiado por la gente educada de la provincia, y acusado en varias ocasiones de haber cometido crímenes de lesa humanidad, Khan les proporcionó seguridad, remuneraba a los funcionarios del gobierno, e hizo inversiones en servicios públicos. Sin embargo, durante su período como gobernador, Ismail Khan fue acusado de gobernar la provincia como un feudo privado, lo que generó crecientes tensiones con el gobierno de transición afgano. En particular, se negó a entregar al gobierno de transición, los ingresos de aduana recaudados sobre los productos de Irán y Turkmenistán.
El 13 de agosto de 2003, el presidente Karzai removió a Khan de su mando del 4° Cuerpo. Esto fue anunciado como parte de un programa que elimina la capacidad de los funcionarios para ostentar puestos tanto civiles como militares.
Ismail Khan fue finalmente removido de su cargo en marzo de 2004, debido a la presión de los señores de la guerra vecinos y el gobierno central afgano.  Varias fuentes han presentado diversas versiones de los hechos, por lo que la dinámica exacta no puede conocerse con clara certeza. Lo que sí se sabe es que Khan se encontró en desacuerdo con algunos comandantes regionales que, aunque de forma teórica por sus subordinados, intentaron destituirlo del poder por la fuerza. Khan afirma que estos esfuerzos comenzaron con un intento de asesinato. Después, estos comandantes movieron sus fuerzas hasta las cercanías de Herat. Ismail Khan, despreciado por la clase militar de su provincia, tardó en movilizar sus fuerzas, quizás esperando que la amenaza de Herat fuese real como medio para realizar su ataque. Sin embargo, el conflicto fue abortado con la intervención de la Fuerza Internacional de Asistencia para la Seguridad y soldados del Ejército Nacional Afgano, congelando el conflicto en sus pistas. Las fuerzas de Khan tuvieron escaramuzas incluso con el Ejército Nacional Afgano, en las que murió asesinado su hijo, Mirwais Sadiq. Debido a que Ismail Khan fue contenido por el ENA, los señores de la guerra contrarios a él, comenzaron a tomar lugares estratégicos sin oposición. Finalmente, Khan se vio forzado a renunciar a su cargo, y fue a Kabul, en donde comenzó a trabajar en el gabinete presidencial de Hamid Karzai como ministro de Energía.
En 2005, Khan asumió el cargo de ministro de Agua y Energía.
Hacia finales de 2012, el gobierno de Afganistán acusó a Ismail Khan de distribuir armas ilegales a sus partidarios. Cerca de 40 diputados de la Asamblea Nacional solicitaron que Khan respondiera ante tales acusaciones. El gobierno piensa que Khan planea generar algún tipo de inestabilidad en el país.

## Intento de homicidio
El 27 de septiembre de 2009, Ismail Khan sobrevivió a un atentado suicida, en el que cuatro personas murieron, entre ellas una mujer y un niño, y otras 17 personas resultaron heridas. La bomba explotó en el centro cultural de la ciudad de Herat, cuando pasaba el convoy del ex señor de la guerra, dejando restos retorcidos en la carretera arbolada, dijo el portavoz de la policía local Abdul Raouf Ahmadi. Entre los heridos se encuentran tres de los guardaespaldas del ministro, que estaban siendo atendidos en el hospital por heridas leves. El portavoz talibán, Zabiullah Mujahid, se atribuyó al atentado, y afirmaron que su objetivo era Khan.

### Solicitud de testimonio por un prisionero de Guantánamo
Un prisionero de Guantánamo llamado Abdul Razzaq Hekmati solicitó el testimonio de Ismail Khan, cuándo fue llamado ante un Tribunal de Revisión del Estatus de Combatiente. Ismail Khan, junto con el Ministro de Defensa Rahim Wardak, fue uno de los afganos de alto perfil que "no estuvieron razonablemente disponibles" para dar una declaración en nombre del prisionero, debido a que no pudieron ser localizados.
Hekmati había sido una figura clave en ayudar a Ismail Khan a huir de los talibanes en 1999.
Hekmati fue acusado de ayudar a los líderes talibanes de huir de la custodia del gobierno de Hamid Karzai.
Carlotta Hiel y Andy Worthington entrevistaron Ismail Khan para un nuevo artículo de The New York Times, después de que Hekmati había fallecido de cáncer en Guantánamo. De acuerdo a la entrevista, Khan dijo que abofeteó personalmente al embajador de los Estados Unidos, para decirle que Hekmati era inocente y que debería ser puesto en libertad. En contraste a estas declaraciones, se le había dicho a Hekmati de que el Departamento de Estado no había podido localizar a Khan para testificar a su favor. 

## Controversias
Ismail Khan es una figura muy controvertida en su país. Reporteros Sin Fronteras lo han acusado de silenciar a la prensa y de ordenar ataques en su contra. También Human Rights Watch lo ha acusado de cometer violaciones a los derechos humanos.
No obstante, sigue siendo una figura popular para algunos afganos. A diferencia de otros comandantes muyahidínes, Khan no ha estado vinculado a masacres y atrocidades a gran escala como las cometidas después de la toma de Kabul en 1992. Tras difundirse la noticia de su destitución como gobernador de Herat, estallaron disturbios en las calles de esa provincia, y el presidente Karzai se vio obligado a pedirle a Khan de que hicieran un llamado al cese de la violencia.